# Palauastrea
Palauastrea is een geslacht van neteldieren uit de klasse van de Anthozoa (bloemdieren).

## Soort
- Palauastrea ramosa Yabe & Sugiyama, 1941